# Philippe Mettoux
Pour les articles homonymes, voir Mettoux.
Philippe Mettoux, né le 5 septembre 1958 à Guéret, est un magistrat français.

## Biographie
Philippe Mettoux est titulaire d'un DEA en histoire du droit, d'un DEA de droit civil et d'un DEA de droit pénal et procédure pénale.
Il fait ses débuts comme substitut à Dijon.
Il est ensuite procureur en Bourgogne et conseiller de plusieurs ministres, en particulier le garde des sceaux Dominique Perben puis Dominique de Villepin lorsqu'il est ministre de l'Intérieur puis Premier ministre. Selon Le Point, il devient par la suite « l'un des piliers du club Villepin ».
Il rejoint la direction des Affaires criminelles et des Grâces du ministère de la Justice, où il gère le processus d'indemnisation des victimes d'accidents collectifs comme l'incendie du tunnel du Mont Blanc, le naufrage du lac de Banyoles en Espagne, le crash du Concorde à Gonesse, l'effondrement de la passerelle du Queen Mary 2 ou encore l'explosion de l'usine AZF à Toulouse. 
Puis il travaille au Service central de prévention de la corruption où il fait partie de la délégation française négociant la convention de Merida de l'ONU contre la corruption.
En 2007, Philippe Mettoux est nommé conseiller d'État, avant de devenir directeur juridique et de la conformité du groupe SNCF en 2013.
À la suite de la mort de Didier Guillaume le 17 janvier 2025, il est nommé ministre d'État de Monaco par le prince Albert II le 4 juin 2025. Il renonce à prendre ses fonctions le 27 juin, dénonçant des « forces négatives et contraires à l’œuvre pour faire perdurer les pratiques archaïques du passé et l’empêcher de mener à bien [sa] mission ». Sa décision, inédite dans l'histoire monégasque, intervient sur fond de crise institutionnelle et dynastique, la principauté étant secouée par le scandale des Dossiers du Rocher et des rebondissements judiciaires impliquant d’anciens proches du prince Albert II.  
Si selon le quotidien d'enquête La Lettre, « la désignation du conseiller d'État Philippe Mettoux à la tête de l'exécutif de la principauté de Monaco se serait heurtée à l'opposition d'Emmanuel Macron », lui-même attire plutôt l’attention des médias sur le fait que de fausses nouvelles, calomnies et autres diffamations circuleraient afin de tenter de porter atteinte à sa réputation.